# Krasznoarmejszkojei járás (Csuvasföld)
A Krasznoarmejszkojei járás (oroszul Красноармейский район, csuvas nyelven Трак ен районĕ) Oroszország egyik járása Csuvasföldön. Székhelye Krasznoarmejszkoje.

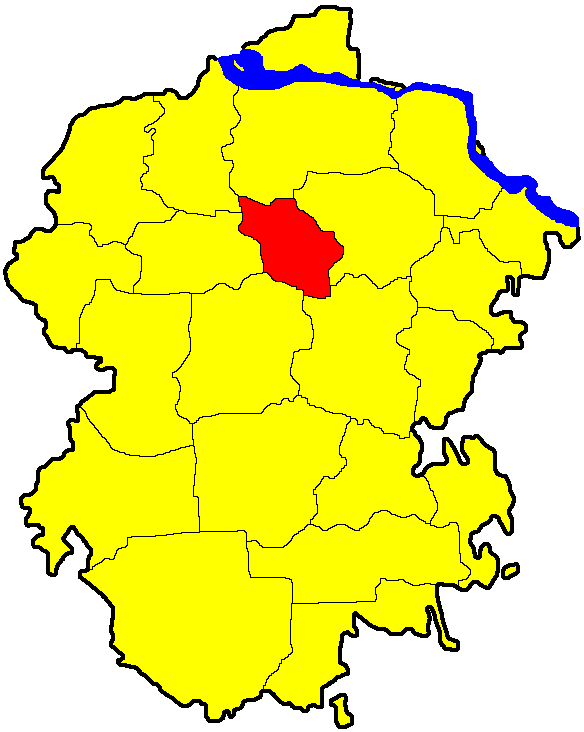
A Krasznoarmejszkojei járás Csuvasföldön

## Népesség
- 1989-ben 19 693 lakosa volt.
- 2002-ben 17 940 lakosa volt, melynek 98%-a csuvas.
- 2010-ben 16 036 lakosa volt.